# Forteresse des Alpes

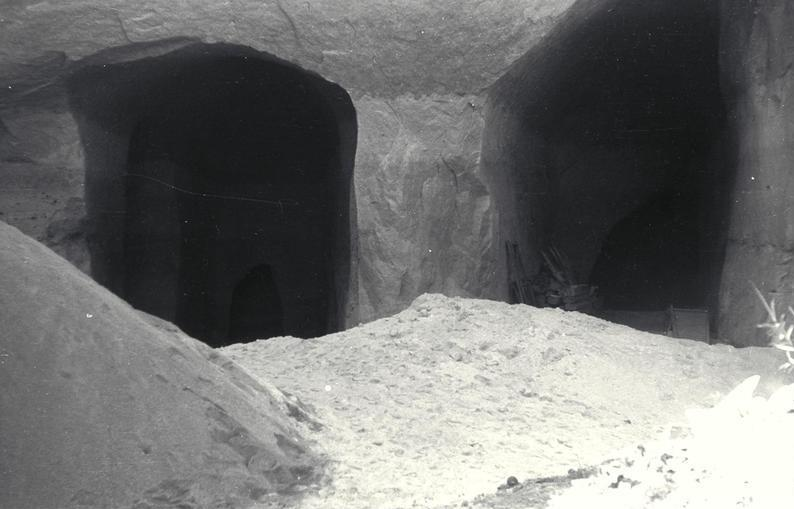
B8 Bergkristall, une usine d'avions souterraine secrète construite en 1944 à Sankt Georgen an der Gusen dans les Alpes autrichiennes avec des travailleurs forcés

Forteresse des Alpes (Alpenfestung) est l'appellation sous laquelle se combinaient différents plans des dirigeants du Reich allemand au cours de la dernière phase de la Seconde Guerre mondiale. Cette forteresse alpine devait être créée dans la région montagneuse des Alpes de Bavière et d'Autriche que l’on croyait difficile à conquérir.
C’est à la fin de 1944 qu’Hitler et la propagande national-socialiste annoncèrent son existence. Au printemps 1945, le commandant en chef des armées alliées, le général Eisenhower, craignant pour cette raison une forte résistance dans cette région, dirigea l'effort principal des armées alliées vers l'Allemagne du centre et du sud, plutôt que vers Berlin ; il en avisa même directement Staline. Néanmoins, à mesure qu’avançaient les troupes de l'armée américaine (plus précisément la 3e et la 7e armée), il devint évident que ce n’était que de la propagande. Dans les derniers jours de la guerre, ce n’est pas vers cette prétendue forteresse des Alpes que s’enfuirent une grande partie des nazis restants, mais via la Rattenlinie Nord : ils prirent la direction de Flensburg, car dans le district de Mürwik se trouvait la zone spéciale de Mürwik avec le dernier gouvernement du Reich dirigé par Karl Dönitz,,.